# シンタグマ (言語学)
言語学におけるシンタグマ（syntagma、希: σύνταγμα、横の関係）とは、具体的な表現において一体となる、言語要素のまとまりである。対になる概念は、パラディグマ（paradigms、パラダイム、縦の関係）である。ギリシア語で「統合」や「構造」などを意味する「σύνταγμα」に由来する概念である。 

## シンタグマとパラディグマ
言語学にシンタグマという用語を導入したのはフェルディナン・ド・ソシュールであり、現前する発話を構成する要素の連なりを意味していた。これらの諸要素は、全体を分節化（セグメント化）、つまり切り分けることで得られるものであり、aus Lauten, Wörtern, Wortgruppen, Teilsätzen oder ganzen Sätzen bestehen（→発音、単語、語句、文節、あるいは文）を要素として扱うことができる。原則的に、諸要素の統語論的、つまりシンタクティックな一体性は重要とされる。なお、あるシンタグマを成す諸要素は通常、間を空けずに連なっているが、これは必須のことではない。
言語には線的な性格があるため、ひとつひとつの要素の「水平的」な軸に沿った連鎖は、より複雑な単位を構成でき、例えば、文字の連鎖は単語を作り、単語の連鎖は語句や文節を作って、それらがまとまると文になる。
ロラン・バルトは、1965年にフランス語で発表した『Éléments de sémiologie』において、このような結びつきを言語学の中心に置き、パラディグマとシンタグマが言語の構造パターンを形づくると述べた。シンタグマにおいて、諸要素は結合され、パラディグマにおいては垂直的に比較される。
シンタグマにおいて一体化される言語の諸要素は、互いにシンタグマティック、つまり統合関係にある。あるシンタグマにおける特定の要素に代えて、置き換えることができる別の要素があるとき、これらの要素はパラディグマティック、つまり連合関係にある。シンタグマとパラディグマの関係は、「水平」なシンタグマ、「垂直」なパラディグマという図式で説明することができる。日本語では、これを「横の関係」、「縦の関係」と呼ぶこともある。
統合関係と連合関係は、そこに含意された意味を考慮することで、言い換えれば意味論的関係を導入することで見極めることができる。

### 例
| 私は                                           | 毎回     | 出席する。 | ← 横の関係＝統合関係＝シンタグマティックな関係 |
| 彼女は                                         | ときどき | 欠席する。 |                                                |
| 鈴木君は                                       | しばしば | 早退する。 |                                                |
|                                                | ↑        |            |                                                |
| 縦の関係＝連合関係＝パラディグマティックな関係 |          |            |                                                |